# Michael Jackson: 30th Anniversary Celebration
Michael Jackson: Especial 30 Aniversario fue una serie de dos conciertos de Michael Jackson que tuvieron lugar en el Madison Square Garden en Manhattan, Nueva York, el 7 y 10 de septiembre de 2001, el día anterior a los ataques terroristas del 11 de septiembre. En noviembre de 2001, la cadena CBS difundió los conciertos como un especial de dos horas en honor a Michael Jackson por su trigésimo año como cantante solista. Este espectáculo marcaría la última actuación de los hermanos Jackson con Michael.

## Lista de canciones
Los shows fueron realizados en el Madison Square Garden de Nueva York.

### Viernes 7 de septiembre
| Intérprete(s)                                | Canción                                                                    |
| -------------------------------------------- | -------------------------------------------------------------------------- |
| Samuel L. Jackson Michael Jackson            | "Wanna Be Startin' Somethin'"                                              |
| Marlon Brando                                | Discurso humanitario                                                       |
| "Ben"                                        |                                                                            |
| Shaggy Junto a Rayvon y Rikrok               | "Angel/It Wasn't Me"                                                       |
| Monica, Al Jarreau, Jill Scott y Deborah Cox | "Home" "You Can't Win" Ease On Down The Road"                              |
| James Ingram y Gloria Estefan                | "I Just Can't Stop Loving You"                                             |
| Marc Anthony                                 | "She's Out of My Life"                                                     |
| Monica, Tamia, Mýa, Deborah Cox y Rha Digga  | "Heal The World"                                                           |
| "You Are Not Alone" "Over The Rainbow"       |                                                                            |
| Destiny's Child                              | "Bootylicious"                                                             |
| Ray Charles y Cassandra Wilson               | "Crying Time"                                                              |
| Elizabeth Taylor                             | Introducción a The Jacksons                                                |
| The Jacksons                                 | "Can You Feel It" "ABC" The Love You Save" I'll Be There" I Want You Back" |
| The Jacksons Junto a *NSYNC                  | "Dancing Machine"                                                          |
| The Jacksons                                 | "Shake Your Body (Down to the Ground)"                                     |
| Michael Jackson y Britney Spears             | "The Way You Make Me Feel"                                                 |
| Chris Tucker                                 | Introducción a Michael Jackson                                             |
| Michael Jackson                              | "Billie Jean"                                                              |
| Michael Jackson y Slash                      | "Black or White" Beat It"                                                  |
| Michael Jackson                              | "You Rock My World"                                                        |
| Todos los Artistas                           | "We Are the World" "You Rock My World (Repetición)"                        |

### Lunes 10 de septiembre
| Canción                                                                                  | Invitados                                                                                                |
| ---------------------------------------------------------------------------------------- | --- |
| Introducción                                                                             | Samuel L. Jackson                                                                                        |
| "Wanna Be Startin' Somethin'"                                                            | Usher Mýa Whitney Houston                                                                                |
| "Ben"                                                                                    | Billy Gilman                                                                                             |
| "Home" - El mago not televised                                                           | Monica es Dorothy                                                                                        |
| "Ease on Down the Road" - El mago no televisado                                          | Monica as Dorothy Jill Scott as the Scarecrow Al Jarreau as The Tin Man Deborah Cox as the Cowardly Lion |
| "You Are Not Alone" "Never Never Land" no televisado                                     | Liza Minnelli                                                                                            |
| "Speech"                                                                                 | Elizabeth Taylor                                                                                         |
| "Get Ur Freak On"                                                                        | Missy Elliott Nelly Furtado                                                                              |
| "Man in the Mirror"                                                                      | Usher Luther Vandross 98 Degrees                                                                         |
| "I Want Candy"                                                                           | Aaron Carter                                                                                             |
| "I Will Survive"                                                                         | Gloria Gaynor                                                                                            |
| "I'll Never Love This Way Again"                                                         | Dionne Warwick                                                                                           |
| "Midnight Train to Georgia"                                                              | Gladys Knight                                                                                            |
| "I Do (Cherish You)"                                                                     | 98 Degrees                                                                                               |
| "My Baby" I Want You Back"                                                               | Romeo Master P                                                                                           |
| "Can You Feel It" HIStory Intro" ABC" The Love You Save" I'll Be There" I Want You Back" | The Jacksons                                                                                             |
| "Dancing Machine"                                                                        | The Jacksons *NSYNC                                                                                      |
| "Shake Your Body (Down to the Ground)"                                                   | The Jacksons                                                                                             |
| "The Way You Make Me Feel" Billie Jean"                                                  | Michael Jackson                                                                                          |
| "Black or White" Beat It"                                                                | Michael Jackson Slash                                                                                    |
| "You Rock My World"                                                                      | Michael Jackson Usher Chris Tucker                                                                       |

## Fechas
| Fecha                    | Ciudad     | País           | Lugar                 |
| ------------------------ | ---------- | -------------- | --------------------- |
| 7 de septiembre de 2001  | Nueva York | Estados Unidos | Madison Square Garden |
| 10 de septiembre de 2001 | Nueva York | Estados Unidos | Madison Square Garden |